# Botanophila sonchi
Botanophila sonchi este o specie de muște din genul Botanophila, familia Anthomyiidae. A fost descrisă pentru prima dată de Hardy în anul 1872. Conform Catalogue of Life specia Botanophila sonchi nu are subspecii cunoscute.